# سسیلیا رونیونی
سسیلیا رونیونی (اسپانیایی: Cecilia Rognoni‎؛ زادهٔ ۱ دسامبر ۱۹۷۶) بازیکن هاکی روی چمن اهل آرژانتین است.